# 蔡墩銘
蔡墩銘（1932年2月24日—2014年10月17日），中華民國臺南市人，德國佛萊堡大學法學博士，臺灣刑法學者，國立臺灣大學法律學院名譽教授。
1989年1月，張榮發基金會創辦國家政策研究中心，蔡墩銘擔任國家政策研究中心首任主任至1992年初。
1997年10月，台灣教授協會組成「民視楊憲宏事件調查小組」調查民視楊憲宏調職爭議，遴選臺大法律學系教授蔡墩銘、臺大法律學系教授黃宗樂、臺大數學系教授楊維哲與臺大化學工程學系教授謝國煌組成調查小組，蔡墩銘擔任調查小組召集人。

## 學術貢獻
威權時期臺灣刑法學的司法實務與學說見解，大抵依北平朝陽大學出身之實務家見解，論犯罪構成要件，僅分為犯罪客觀要件與犯罪主觀要件，沒有構成要件（Tatbestand），亦無條件與階層審查的概念。蔡墩銘則引介二十世紀初德國貝林（Beling）氏的構成要件理論，行為是否構成犯罪，應經構成要件該當性、違法性、有責性的三階段審查，構成要件（Tatbestand）乃指犯罪類型中除去違法性、有責性及客觀處罰條件剩餘之統一觀念形象，構成要件不應含有價值之因素，且其內容須係純記述性質，故此原則上是事實判斷；違法性（Rechtswidrigkeit）則是行為不被全體法秩序所容許，此則是價值判斷，並認該當構成要件之行為具備「形式違法性」。此啟發後來的許多學者，以構成要件的觀念去研究刑事實體法。

## 著作
- 德國刑法共犯理論之研究，1960
- 犯罪判斷之體系，1968
- 刑法總論，1969
- 刑法各論，1969
- 現代刑法思潮與刑事立法，1976
- 唐律與近世刑事立法之比較研究，1976
- 刑事訴訟法論，1977

## 翻譯
- Thomas Würtenberger，德國刑法學的現狀，1977

## 註腳
1. ↑  林瑩秋. . 商業周刊. No. 517. 1997-10-20: 24－25.
2. ↑  王覲，《中華刑法論‧總則‧中卷》，民國19年改訂增補三版，頁157-162。
3. ↑  蔡墩銘，《刑法總論》，修訂九版，頁137。
4. ↑  蔡墩銘，《刑法總論》，頁152。
5. ↑  蔡墩銘，《刑法總論》，頁155-156。